# Liste der Stolpersteine in Sundern (Sauerland)
Die Liste der Stolpersteine in Sundern (Sauerland) enthält die Stolpersteine, die im Rahmen des gleichnamigen Projekts von Gunter Demnig in Sundern (Sauerland) verlegt wurden. Mit ihnen soll an Opfer des Nationalsozialismus erinnert werden, die in Sundern lebten und wirkten.

## Verlegte Stolpersteine
| Adresse              | Verlege- datum | Person, Inschrift                                                                                  | Bild              | Anmerkung |
| -------------------- | --- | -------------------------------------------------------------------------------------------------- | ----------------- | --------- |
| Hachener Straße 61 · | Sommer 2014 | HIER WOHNTE SALLY GRÜNEBERG JG. 1879 ZWANGSSCHLIESSUNG DES GESCHÄFTES TOT 1940                     | Sally Grüneberg   |           |
| Hachener Straße 61 · | Sommer 2014 | HIER WOHNTE EMMA GRÜNEBERG GEB. RANZENBERGER JG. 1890 DEPORTIERT 1942 AUSCHWITZ ERMORDET NOV. 1942 | Emma Grüneberg    |           |
| Hachener Straße 61 · | Sommer 2014 | HIER WOHNTE ARTHUR GRÜNEBERG JG. 1911 FLUCHT 1937 USA                                              | Arthur Grüneberg  |           |
| Hachener Straße 61 · | Sommer 2014 | HIER WOHNTE IRENE GRÜNEBERG JG. 1913 FLUCHT 1938 ENGLAND USA                                       | Irene Grüneberg   |           |
| Hachener Straße 61 · | Sommer 2014 | HIER WOHNTE HELENE GRÜNEBERG JG. 1915 FLUCHT 1937 ENGLAND USA                                      | Helene Grüneberg  |           |
| Hachener Straße 61 · | Sommer 2014 | HIER WOHNTE RUTH GRÜNEBERG JG. 1921 DEPORTIERT 1942 ERMORDET IN AUSCHWITZ                          | Ruth Grüneberg    |           |
| Hachener Straße 61 · | Sommer 2014 | HIER WOHNTE HERBERT GRÜNEBERG JG. 1922 DEPORTIERT 1943 ERMORDET IN AUSCHWITZ                       | Herbert Grüneberg |           |
| Hauptstraße 108 ·    | | HIER WOHNTE LEVI KLEIN JG. 1865 DEPORTIERT 1943 THERESIENSTADT ERMORDET 1942 BEI MINSK             | Levi Klein        |           |
| Hauptstraße 108 ·    | HIER WOHNTE HUGO KLEIN JG. 1907 DEPORTIERT 1943 ERMORDET 1943 IN AUSCHWITZ                                                                                     | Hugo Klein                                                                                         |                   |           |
| Hauptstraße 108 ·    | HIER WOHNTE EMMA KLEIN GEB. LÖWENSTEIN JG. 1915 DEPORTIERT 1943 ERMORDET 1943 IN AUSCHWITZ                                                                     | Emma Klein                                                                                         |                   |           |
| Hauptstraße 108 ·    | HIER WOHNTE FRITZ KLEIN JG. 1914 FLUCHT 1939 BELGIEN VERHAFTET 1940 FRANKREICH DEPORTIERT 1943 AUSCHWITZ ERMORDET MÄRZ 1945 AUF TODESMARSCH NACH KZ NATZWEILER | Fritz Klein                                                                                        |                   |           |